# Isoperla nipponica
Isoperla nipponica är en bäcksländeart som beskrevs av Okamoto 1912. Isoperla nipponica ingår i släktet Isoperla och familjen rovbäcksländor. Inga underarter finns listade i Catalogue of Life.